# راباسنت‌میهای
راباسِنت‌میهای (به مجاری:  Rábaszentmihály) یک منطقهٔ مسکونی در مجارستان است که در ناحیه تت واقع شده‌است. راباسنت‌میهای ۱۰٫۹۷ کیلومتر مربع مساحت و ۵۱۴ نفر جمعیت دارد.